# Amtsgericht Marggrabowa
Das Amtsgericht Marggrabowa war ein preußisches Amtsgericht mit Sitz in Marggrabowa, Ostpreußen.

## Geschichte
In Marggrabowa bestand bis 1849 das Land- und Stadtgericht Marggrabowa und danach das Kreisgericht Marggrabowa. Im Rahmen der Reichsjustizgesetze wurden die bestehenden Gerichte aufgehoben und einheitlich Amtsgerichte gebildet. Das königlich preußische Amtsgericht Marggrabowak wurde mit Wirkung zum 1. Oktober 1879 als eines von zehn Amtsgerichten im Bezirk des Landgerichtes Lyck im Bezirk des Oberlandesgerichtes Königsberg gebildet. Der Sitz des Gerichtes war Marggrabowa. Sein Gerichtsbezirk umfasste den Kreis Oletzko. Am Gericht bestanden 1880 fünf Richterstellen. Das Amtsgericht war damit das größte Amtsgericht im Landgerichtsbezirk.
Im Jahre 1945 wurden der Amtsgerichtsbezirk unter polnische Verwaltung gestellt und die deutschen Einwohner vertrieben. Damit endete auch die Geschichte des Amtsgerichtes Marggrabowa. Unter polnischer Verwaltung entstand das Sąd Rejonowy w Olecku (1950–1975: Sąd Powiatowy w Olecku).

## Richter
- Franz Katluhn (1896 bis 1901)